# Korona północy
Korona północy (tytuł oryg. Svea Rike III) – komputerowa strategiczna gra czasu rzeczywistego wyprodukowana przez szwedzką firmę Paradox Interactive oraz wydana przez GMX Media 23 lipca 2003 roku na platformę PC.

## Fabuła
Akcja Korony północy została osadzona w latach 1275–1340.

## Rozgrywka
Rozgrywka została podzielona na trzy kampanie oraz kampanię alternatywną w niepodległej Europie i Winlandii (Ameryka Północna odkryta przez wikingów). Gracz może wybrać jeden kraj spośród Szwecji, Dani i Norwegii i sześciu frakcji. Gracz zarządza polityką, ekonomią, wojskiem i handlem.
W grze zawarty został tryb gry wieloosobowej dostępny przez Internet lub sieć lokalną.